# 2021 en Australie
Chronologie de l'Australie
- 2017
- 2018
- 2019
- 2020
- 2021
- 2022
- 2023
- 2024
- 2025

## En exercice
- Monarque – Reine Élisabeth II
- Gouverneur général – David Hurley
- Premier ministre – Scott Morrison

## Chronologie

### Mars 2021
- 13 mars : les élections législatives de 2021 en Australie-Occidentale ont lieu le 13 mars 2021 afin de renouveler les 59 sièges de l'Assemblée législative et les 36 sièges du Conseil législatif de cet État australien.
- 22 mars : Depuis une semaine des pluies diluviennes provoquent des inondations dans le sud-est du pays[1].

### Juin 2021
- 15 juin : L'accord de libre-échange entre l'Australie et le Royaume-Uni, dont le principe a été conclu[2]. C'est le premier accord de libre-échange du Royaume-Uni, après sa sortie de l'Union européenne, qui ne reproduit pas un accord équivalent déjà en place par l'Union européenne[2].

### Septembre 2021
- 15 septembre : L'Australie s'unit aux États-Unis et le Royaume-Uni au sein de l'accord tripartite AUKUS.